# サント・フォワ駅
サント・フォワ駅（仏語：Gare de Sainte-Foy）はカナダケベック州ケベック・シティー サント・フォワ、シュマン・ドゥ・ラ・ガール3255にある駅。カナダ各地を結ぶVIA鉄道が乗り入れている。

## 概要
当駅は有人駅で車いすでの利用が可能。

## 利用可能な鉄道路線／列車
VIA鉄道の停車する列車は下記の通り。
モントリオールとハリファックス間の夜行長距離列車オーシャン号 …ハリファックス方面 水・金・日、モントリオール方面 月・木・土 停車
オタワ / モントリオールとケベック・シティ間の昼行中距離列車コリドー号 …ケベック・シティー方面 5本/日、モントリオール方面 5本/日 停車（平日）